# کروسان شکلاتی

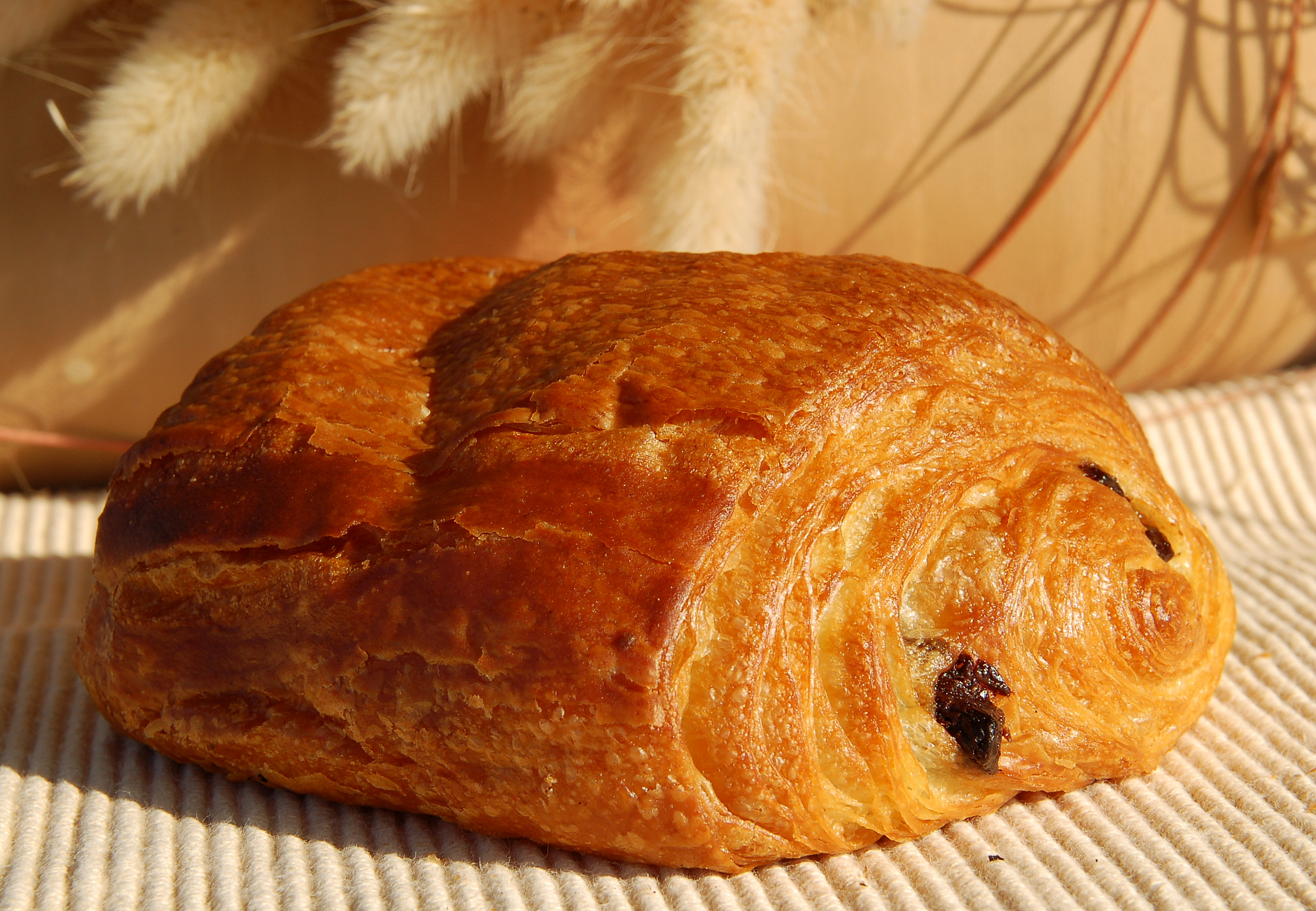

کروسان شکلاتی که با نام کیک شکلاتی نیز شناخته می‌شود، شیرینی‌ای است که از یک خمیر پف دار درست می‌شود، شبیه به شیرینی کروسان، مستطیل شکل و روی یک یا چند تخته شکلات پیچیده می‌شود. بسته به مناطق فرانسوی زبان، نام‌های مختلفی برای این کروسان وجود دارد. در زبان اسپانیایی به این شیرینی ناپولیتانا می‌گویند. مواد تشکیل دهنده این کیک، نمک، شکر، آب، کره، آرد و شکلات است.